# А. Скот Бърг
А. Скот Бърг (на английски: A. Scott Berg) е американски журналист и писател на бестселъри в жанра биография. Издаван е в България и като Андрю Скот Бърг.

## Биография и творчество
Андрю Скот Бърг е роден на 4 декември 1949 г. в Норуок, Кънектикът, САЩ. Израства в Лос Анджелис. През 1971 г. завършва с отличие английска филология в Принстънския университет. Дипломната му работа е за Максуел Пъркинс – легендарният редактор, който „открива“ Ф. Скот Фицджералд, Ърнест Хемингуей, Томас Улф, Марджори Кинан Ролингс, Алън Патън, Джеймс Джоунс, и десетки други важни писатели.
В следващите седем години разширява разработката си в книгата „Геният“, която е публикувана през 1978 г. Книгата се превръща в национален бестселър и печели Националната награда за литература на САЩ. През 2016 г. книгата е адаптирана в едноименния филм с участието на Колин Фърт, Джъд Лоу и Никол Кидман.
Малко след публикуването на „Геният“, Самюел Голдуин-младши му предлага изключителен и неограничен достъп до личните и бизнес документи на баща си, Самюел Голдуин. За работата си печели стипендията „Гугенхайм“, и прекарва осем години и половина в проучване и писане. Книгата му „Голдуин“, издадена през 1989 г., описва не само историята на живота на завладяващия филмов магнат, но и историята на американската филмова индустрия от нейния произход в началото на 20 век до 80-те години. Книгата става бестселър и е високо оценена от критиката.
За биографията „Линдберг“ от 1998 г. е удостоен с наградата „Пулицър“. През 2003 г. излизат биографичните мемоари, основани на двайсетгодишното приятелство на Бърг с Катрин Хепбърн, „Спомени за Катрин Хепбърн“, и веднага оглавяват класацията на най-продаваните книги на „Ню Йорк Таймс“.
А. Скот Бърг живее с партньора си Кевин Маккормик, филмов продуцент, в Лос Анджелис.

## Произведения
- Max Perkins: Editor of Genius (1978) – национална награда за литература
Геният, изд.: ИК „Колибри“, София (2016), прев. Надежда Розова
- Goldwyn: A Biography (1989)
- Lindbergh (1998) – награда „Пулицър“
- Kate Remembered (2003)
Спомени за Катрин Хепбърн, изд.: ИК „Лик“, София (2005), прев. Людмила Андреева
- Wilson (2013)

### Екранизации
- 1982 Making Love
- 2001 American Masters – документален тв сериал, 1 епизод
- 2016 Геният, Genius – по романа